# Referendumul pentru reforma politică din Spania, 1976
Un referendum a avut loc în Spania pe 15 decembrie 1976 pentru a aproba Actul Reformei Politice din 1977 care a fost aprobată de catre Parlamentul Spaniei și Curtea Generală. S-a pus intrebarea: ești de accord cu petiția reformei politice? Prezența la vot și rezultatele finale au fost neașteptat de mari cu 94,17% din alegatori votând pentru. S-au prentat la vot 77.8% dintre spanioli.
Actul reformei politice a fost ultimul din Legile Fundamentale ale Regatului și a fost aprobat de către curte pe 18 noiembrie 1976. Scopul a era să facă uitată dictatura din epoca Franco și să transforme Spania într-o monarhie constituțională cu un sistem parlamentar bazat pe democrația reprezentativă. A fost elaborat de catre Tourcuato Fernandez Miranda, apoi de catre președintele curții, si sprijinită de prim ministrul Adolfo Suárez și regele Juan Carlos. Legea a pus bazele legaizării partidelor politic și a alegerilor democratice pentru Curtea Constituțională, un comitet care mai apoi a elaborat constituția.

## Rezultate
| Alegeri                                                                      | Voturi     | %      |
| ---------------------------------------------------------------------------- | ---------- | ------ |
| Da                                                                           | 16.573.180 | 94,17% |
| Nu                                                                           | 450.102    | 2,56%  |
| Nici una                                                                     | 523.457    | 2,97%  |
| Buletine nule                                                                | 52.823     | 0,30%  |
| Total                                                                        | 17.599.562 | 100%   |
| Sursă: Ministerio del Interior Arhivat în 20 iunie 2011, la Wayback Machine. |            |        |

În total 22.644.290 de personae au avut drept de vot. Opțiunea DA a obscilat între 89,8% din voturile în Santander și 96,9% în Almeria. Voturile “nici una” au depasit 5% în doar 3 provincii Basque. Provincia Guipuzcoa din Basque a fost singura provincie în care prezența la vot a fost de 45,25%, mai putin de 50%.